# Dyschirus salivagans
Dyschirus salivagans är en skalbaggsart som beskrevs av Leconte 1875. Dyschirus salivagans ingår i släktet Dyschirus och familjen jordlöpare. Inga underarter finns listade i Catalogue of Life.